# 木村屋
株式会社木村屋（きむらや）は、かつて福岡県久留米市に本社を置き、「キムラヤ」の屋号でパンや洋菓子を製造・販売していた企業である。

## 概要
萩尾芳雄によって創業。東京都の木村屋總本店より正式屋号の称号をもらい、のれん分けした製パン企業の一つである。
主力商圏は九州エリア。久留米市と佐賀県鳥栖市に15店舗の直営店を展開し、特約店・事業所は約500店を数え、久留米のソウルフードとも言われたが、原料価格の高騰などによる経営難のため店舗の閉鎖を進め、2016年12月時点では直営店は5店舗となっていた。
2017年1月31日を以て事業を終了した。事業終了後は福岡県糟屋郡新宮町に本社を置く製パン業「フランソア」に全ての事業を譲渡し、本社工場はフランソアの久留米工場として稼動させる。直営店は閉鎖される。
なお、主力商品については譲渡後も一部の製造を継続できるか検討するとされていたが、「ホットドッグ」および「まるあじ」については譲渡後も製造されている。

## 沿革
- 1926年（大正15年）5月 - 創業[1]。
- 1942年（昭和17年）4月 - 企業合同で「報国パン」に[1]。
- 1950年（昭和25年）2月 - 法人を設立し株式会社となる[1]。
- 2017年（平成29年）1月31日 - 事業終了。

## 主な商品
| 商品名       | 画像 | 商品説明 |
| ------------ | ---- | --- |
| ホットドッグ |      | 一般的に見られるパンにソーセージをはさんだものではなく、 パンにハムとキャベツをはさみ、マヨネーズ味にしたもの。 ホットドッグのことを聞いた会社関係者がどのようなものかが分からず、 試行錯誤して製造した。 |
| まるあじ     |      | 「元祖メロンパン」と呼ばれる。 味と食感は一般的なメロンパンよりも丸ぼうろに近い。 山崎製パンの「メロンパンの皮」と同様に、 「まるあじのがわたん」という表面の生地のみの商品もある。                       |

## グループ会社
- セントラルフーズ有限会社
- フレッシュサービス有限会社
- 株式会社サンルイ
- サンルイフーズ有限会社
- ケイ・フーズサプライ有限会社
- 木村屋商事株式会社